# Широкоэкранный кинематограф
Не следует путать с Широкоформатное кино
Широкоэкра́нный кинемато́граф — разновидность кинематографических систем, основанных на использовании одной киноплёнки стандартной ширины 35-мм и обеспечивающих на экране изображение с размером по горизонтали, значительно превышающим размер по вертикали, то есть, с существенно бо́льшим соотношением сторон, чем классическое — 1,37:1. Широкоэкранные форматы получили развитие во времена «широкоэкранного бума» 1950-х годов. Бурное распространение телевидения существенно снизило доходы от кинопроката и потребовало новых технических решений. Широкоэкранный кинематограф обеспечивал гораздо больший «эффект присутствия» для кинозрителей, чем фильмы классического формата за счет большого угла обзора по горизонтали, но был значительно дешевле и удобнее, чем громоздкие панорамные киносистемы, использующие несколько киноплёнок для получения изображения на широких и сильно изогнутых экранах.

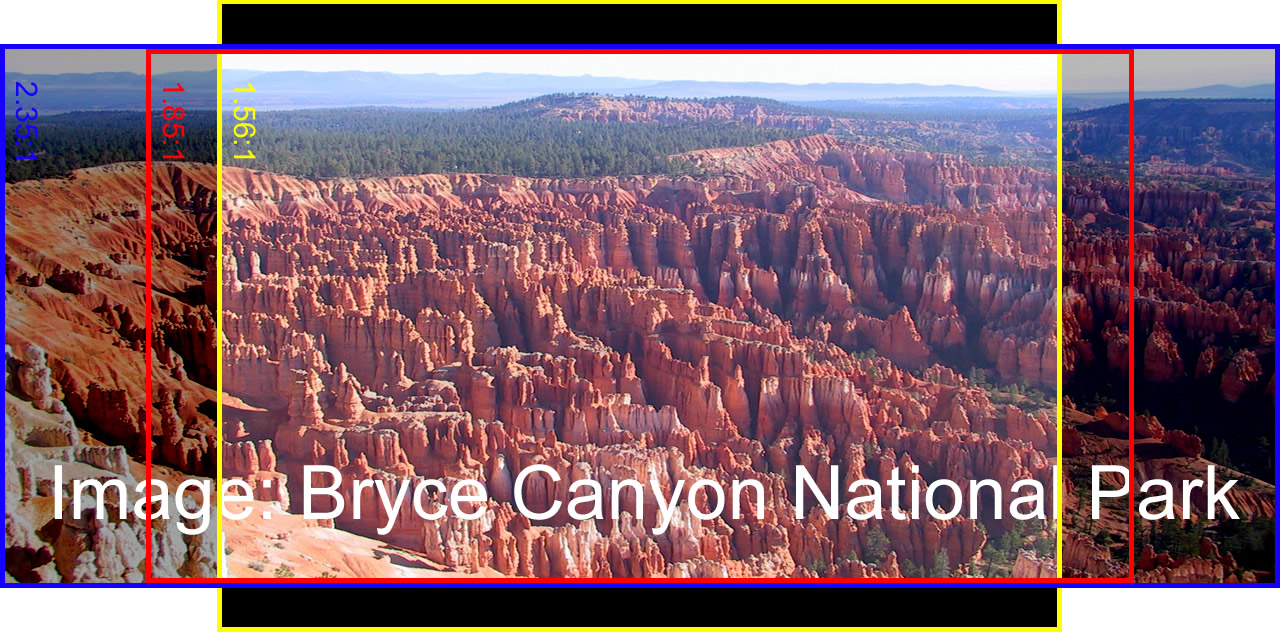
Широкоэкранное изображение разных форматов и экран с классическим соотношением сторон

## Классификация форматов с широким экраном
Для увеличения соотношения сторон экрана при использовании стандартной киноплёнки существует три основных способа: уменьшение высоты кадра с применением специальной затеняющей маски (каше) в киносъёмочном аппарате или применение анаморфирования изображения специальными киносъёмочными объективами. Также существуют широкоэкранные форматы с размером кадра, превосходящим размер «академического» кадрика и использующие всю ширину киноплёнки между перфорациями.
Первый способ применяется в кашетированных форматах, в которых при съёмке и проекции используется уменьшенная высота кадра. Такой способ наиболее дёшев и удобен, поскольку не требует специальной киносъёмочной аппаратуры, а фильмокопии кашетированных форматов могут демонстрироваться в обычных кинотеатрах, давая широкоэкранное изображение. Вместе с тем, уменьшение площади кадрика неизбежно ухудшает качество экранного изображения вследствие необходимости большого увеличения.
Второй способ с анаморфированием обеспечивает более высокое качество изображения, поскольку площадь кадра в таких форматах даже больше, чем у «классического» за счёт более полного использования шага кадра и уменьшенного межкадрового промежутка. Однако, применение громоздкой анаморфотной оптики с небольшой светосилой удорожает эти форматы по сравнению с кашетированными.
Дальнейшим развитием широкоэкранного кино стало появление форматов с размерами кадра, превосходящими размеры «классического». К их числу можно отнести форматы с продольным расположением кадра на стандартной киноплёнке, что давало большое преимущество в информационной ёмкости, но необходимость применения специальных дорогих кинопроекторов и развитие широкоформатного кино на более широких плёнках привели к вытеснению систем «Виста Вижн» и «Технирама», большая часть фильмокопий которых не печаталась в оригинальном формате. Напротив, форматы, использующие традиционное расположение кадра поперёк плёнки и всю её ширину между перфорациями, получили развитие, как производственные благодаря росту популярности систем со скрытым кашетированием. В настоящее время наибольшее распространение получили производственные форматы, полностью вытеснившие из кинопроизводства классический. Улучшение фотографического качества негативных киноплёнок за последние десятилетия привело к отказу от использования дорогих форматов с большой площадью кадра.

## Широкий экран в цифровом кино
В современном цифровом кинематографе, предусматривающем съёмку, производство и распространение фильмов цифровым способом, различие между широкоэкранными форматами потеряло свой первоначальный смысл и все фильмы с большим соотношением сторон кадра называются просто «широкоэкранными». В настоящее время существуют две главных разновидности широкоэкранного цифрового кино: Flat, соответствующая кашетированным плёночным форматам с соотношением сторон 1,85:1, и Scope, соответствующая большинству киноформатов с анаморфированием, обладающая соотношением сторон 2,39:1.

## Широкий экран в телевидении
Современный кинематограф, кроме использования цифровых технологий кинопоказа в цифровых кинотеатрах, неотделим от своего распространения на оптических видеодисках, а также по телевидению. Поэтому современные телевизионные стандарты специально приспособлены для передачи широкоэкранных фильмов, и предусматривают соотношение сторон экрана 16:9. Это касается и стандартов телевидения высокой чёткости HDTV, и специально разработанных технологий цифрового анаморфирования для DVD, использующих стандарты телевидения стандартной чёткости. Кроме того, широкий телевизионный экран, при его больших размерах, так же, как и широкий киноэкран, увеличивает эффект присутствия и зрелищность.